# Championnat d'Antigua-et-Barbuda de football 2009-2010
Navigation
Saison précédente Saison suivante
La saison 2009-2010 du Championnat d'Antigua-et-Barbuda de football est la trente-neuvième édition de la Premier Division, le championnat de première division à Antigua-et-Barbuda. Les dix formations de l'élite sont regroupées au sein d'une poule unique où elles s'affrontent deux fois, à domicile et à l'extérieur. En fin de saison, les deux derniers du classement sont relégués et remplacés par les deux meilleures formations de First Division tandis que le 8e dispute un barrage de promotion-relégation.
C'est le Bassa SC qui remporte la compétition cette saison après avoir terminé en tête du classement final, avec cinq points d'avance sur Old Road FC et sept sur All Saints United. Il s’agit du cinquième titre de champion d'Antigua-et-Barbuda de l'histoire du club, qui réussit le doublé en s'imposant également en FA Cup.

## Les clubs participants
- Hoppers FC
- Villa Lions FC
- All Saints United
- Old Road FC
- Potters Tigers FC - Promu de First Division
- Willikies FC - Promu de First Division
- Goldsmitty FC - Promu de First Division
- Bassa SC
- Parham FC
- SAP FC

## Compétition
Le barème de points servant à établir le classement se décompose ainsi :
- Victoire : 3 points
- Match nul : 1 point
- Défaite : 0 point

### Classement
| Rang | Équipe             | Pts | J  | G  | N | P  | Bp | Bc | Diff |
| ---- | ------------------ | --- | -- | -- | - | -- | -- | -- | ---- |
| 1    | Bassa SCC          | 42  | 18 | 13 | 3 | 2  | 43 | 16 | +27  |
| 2    | Old Road FC        | 37  | 18 | 11 | 4 | 3  | 39 | 16 | +23  |
| 3    | All Saints United  | 35  | 18 | 11 | 2 | 5  | 29 | 23 | +6   |
| 4    | Hoppers FC         | 32  | 18 | 10 | 2 | 6  | 37 | 24 | +13  |
| 5    | Goldsmitty FCP     | 25  | 18 | 8  | 1 | 9  | 30 | 30 | 0    |
| 6    | SAP FCT            | 21  | 18 | 5  | 6 | 7  | 29 | 33 | -4   |
| 7    | Parham FC          | 20  | 18 | 6  | 2 | 10 | 29 | 42 | -13  |
| 8    | Villa Lions FC     | 18  | 18 | 4  | 6 | 8  | 31 | 33 | -2   |
| 9    | Willikies FCP      | 15  | 18 | 4  | 3 | 11 | 12 | 36 | -24  |
| 10   | Potters Tigers FCP | 8   | 18 | 1  | 5 | 12 | 14 | 40 | -26  |

|  | Qualification pour le CFU Club Championship 2011                           |
|  | Participation au barrage de promotion-relégation                           |
|  | Relégation directe en First Division                                       |
|  | T : Tenant du titre C : Vainqueur de la FA Cup P : Promu de First Division |

### Matchs

#### Barrage de promotion-relégation
Le 8e de Premier Division, Villa Lions FC, retrouve les 3e et 4e de First Division, Bullets FC et Freemansville FC, en poule de promotion-relégation. Les trois équipes s'affrontent une fois, seule la meilleure d'entre elles est promue ou se maintient parmi l'élite.
| Rang | Équipe                | Pts | J | G | N | P | Bp | Bc | Diff |  | Résultats (▼ dom., ► ext.) | Vill | Bull | Free |
| ---- | --------------------- | --- | - | - | - | - | -- | -- | ---- |  | -------------------------- | ---- | ---- | ---- |
| 1    | Villa Lions FC        | 6   | 2 | 2 | 0 | 0 | 9  | 4  | +5   |  | Villa Lions FC             |      | 3-1  |      |
| 2    | Bullets FC (D2)       | 3   | 2 | 1 | 0 | 1 | 6  | 4  | +2   |  | Bullets FC (D2)            |      |      | 5-1  |
| 3    | Freemansville FC (D2) | 0   | 2 | 0 | 0 | 2 | 4  | 11 | -7   |  | Freemansville FC (D2)      | 3-6  |      |      |

- Les clubs se maintiennent dans leur championnat respectif.

## Bilan de la saison
| Championnat d'Antigua-et-Barbuda de football 2009-2010 |                     |
| Champion                                               | Bassa SC (5e titre) |
| Coupes et trophées                                     |                     |
| Vainqueur de la Coupe d'Antigua-et-Barbuda 2009-2010   | Bassa SC            |
| Qualifications continentales                           |                     |
| CFU Club Championship 2011                             | Bassa SC            |
| Promotions et relégations                              |                     |
| Promus en Premier Division                             | Sea View Farm FC    |
| Promus en Premier Division                             | Empire FC           |
| Relégués en First Division                             | Willikies FC        |
| Relégués en First Division                             | Potters Tigers FC   |